# Thomas Willett
Thomas Willett (* 1610 in England; † 29. August 1674 in Swansea, Bristol County, Plymouth Colony) war in den Jahren 1665 und 1666 und nochmals von 1667 bis 1668 Bürgermeister von New York City.

## Lebenslauf
Der Geburtsort und das Geburtsdatum werden in den Quellen unterschiedlich angegeben. Der in der Quelle Find A Grave abgebildete Grab bzw. Gedenkstein nennt das Jahr 1610 als sein Geburtsjahr. Gleichzeitig nennt dieselbe Quelle im Text August 1605 als das Geburtsjahr. Der Widerspruch muss mangels unwiderlegbarer Quellen unaufgeklärt bleiben. 
Er war der Sohn eines Geistlichen und floh mit seiner Familie aus religiösen Gründen aus England zunächst nach Holland und dann im Jahr 1629 an Bord einer weiteren Überfahrt der Mayflower in die englische Plymouth Colony. Dort wurde er im Handel tätig. Unter anderem betrieb er auch mit den Holländern in Nieuw Amsterdam Handel. Dabei halfen ihm auch seine guten holländischen Sprachkenntnisse. 
Um 1650 hatte er bereits eine kleine Handelsflotte erworben. In der Plymouth Colony wurde er ein einflussreicher und wohlhabender Mann, der dort auch höhere Verwaltungsposten innehatte. Gleichzeitig erwarb er auch in der holländischen Kolonie Nieuw Nederland Land. Er war auch an Verhandlungen mit lokalen Indianern beteiligt. 
Nach dem Übergang der holländischen Kolonie an die Engländer wurde Thomas Willett vom neuen englischen Gouverneur der Provinz New York Richard Nicolls zum ersten Bürgermeister der Stadt New York City ernannt. Als Nachfolger von Petrus Stuyvesant, dem letzten Bürgermeister von Nieuw Amsterdam, wie die Stadt bis dahin hieß, kamen Willett erneut seine holländischen Sprachkenntnisse zugute. 
Willett bekleidete dieses Amt in zwei nicht zusammenhängenden Amtszeiten von 1665 bis 1666 und von 1667 bis 1668. Er gehörte auch dem Beraterstab des Gouverneurs der Provinz New York an. Nachdem die Holländer 1673 für kurze Zeit die Kontrolle über New York zurückgewannen wurde er zur Flucht in die Plymouth Colony gezwungen und sein Besitz wurde beschlagnahmt. 
Er starb am 29. August 1674 in Swansea in der Plymouth Colony. Eine Verwandtschaft mit Marinus Willett (1740–1830), der in den Jahren 1807 und 1808 ebenfalls Bürgermeister von New York City war, ist unter Historikern umstritten.